# کارلا روست
کارلا روست (آلمانی: Carla Rust؛ زاده ۱۵ سپتامبر ۱۹۰۸ – درگذشته ۲۷ دسامبر ۱۹۷۷) هنرپیشه اهل آلمان بود. او به عنوان بازیگر اصلی در چند فیلم در دوران نازی ظاهر شد. او با بازیگر سپ ریست ازدواج کرده‌بود.
از فیلم‌هایی که وی در آنها نقش داشته‌است می‌توان به مادام بوواری (۱۹۳۷) و خیمه‌شب‌بازی (۱۹۳۹) اشاره کرد.